# Arbejdsmarkedets Tillægspension
Arbejdsmarkedets Tillægspension (ATP) administrerer den obligatoriske pensionsordning ATP Livslang Pension.
ATP blev oprettet af Folketinget den 3. marts ved lov i 1964.
ATP er etableret som en selvstændig, selvejende institution og er ledet af et repræsentantskab, en bestyrelse og en direktion. Repræsentantskabet og bestyrelsen består af repræsentanter for arbejdsmarkedets parter.
ATP er under tilsyn af Finanstilsynet og Beskæftigelsesministeriet.
ATP Livslang Pension er en kollektiv pensionsordning, som stort set dækker hele den danske befolkning. Alle lønmodtagere betaler bidrag til ATP. Modtagere af overførselsindkomst, herunder arbejdsløshedsdagpenge, syge- og barselsdagpenge og kontanthjælp, er også dækket af ATP-ordningen. Selvstændige er ikke obligatorisk tilsluttet ATP-ordningen, men kan frivilligt tilslutte sig ordningen.
Medlemmer af pensionsordningen var oprindeligt alle lønmodtagere i alderen 18-66, der enten var beskæftiget i Danmark eller i udlandet var beskæftiget for den danske stat, danske virksomheder eller institutioner samt på danske skibe. Et obligatorisk pensionsbidrag betales dels af medlemmerne, dels af arbejdsgiverne.
Danske lønmodtagere, som arbejder mere end 9 timer ugentligt indbetaler til ATP. Den månedlige pensionsudbetaling begrænser sig til 1000 – 2000 kroner før skat.
I løbet af 1990'erne justeredes ATP-loven bl.a. med henblik på at inddrage grupper uden beskæftigelse.
I 1998 oprettedes Den Midlertidige Pensionsopsparing (DMP) ved et tvunget bidrag på 1% af lønnen. ATP fik ansvaret for at administrere denne ordning. I 1999 blev det vedtaget at gøre denne opsparing permanent under navnet Den Særlige Pensionsopsparing (SP). Der blev indført omfordeling, så alle fik lige meget ind på kontoen uanset størrelsen af indbetalingen. Denne omfordeling blev ophævet i 2002. Siden 2004 har ordningen været suspenderet, og den blev endeligt nedlagt i slutningen af 2009.
ATP administrerer en række øvrige ordninger på vegne af arbejdsmarkedets parter og staten, herunder FerieKonto, Lønmodtagernes Garantifond (LG), Arbejdsmarkedets Erhvervssygdomssikring (AES) mm. Den offentlige myndighed Udbetaling Danmark, der står for udbetaling af en række offentlige ydelser som fx Folkepension, Boligstøtte og Familieydelser, hører også under ATP.
I 2008 var ATP indirekte involveret i den såkaldte kinesiske mælkeskandale, hvor flere tusinde kinesiske spædbørn blev forgiftet af stoffet melamin, der anvendes i plastindustrien. Kriminelle bagmænd havde tilsat melamin til mælkepulver, som efterfølgende blev solgt på det kinesiske marked. ATP havde aktier for tyve millioner kroner i det kinesiske mejeri China Mengnui Dairy, som producerede det forgiftede mælkepulver. Først efter betydeligt pres fra den danske offentlighed opgav ATP sine aktier i China Mengnui Dairy.
Konkurrence- og Forbrugerstyrelsen standsede i februar 2010 ATP's forsøg på at drive fri pensionsvirksomhed i Danmark, da styrelsen frygtede, at ATP ville forvride konkurrencen. Også Finansrådet udtrykte stor bekymring for ATP's forsøg på at drive bankvirksomhed, som Finansrådet betegnede som unfair konkurrence.
ATP havde i 2021 sit største afkast på 49 mia kr.

## Administrerende direktører
- 1989 - 1998 Palle Simonsen
- 1998 - 2013 Lars Rohde
- 2013 - 2016 Carsten Stendevad
- 2017 - 2018 Christian Hyldahl
- 2018 - 2022 Bo Foged
- 2022 - Martin Præstegaard[4]